# Magicplan
Magicplan ist eine mobile Anwendung zur Erstellung von digitalen Grundrissen. Hierzu verwendet die Anwendung die computergestützte erweiterte Realität (engl. Augmented Reality). Mit über 18 Millionen Downloads gehört sie zu den meist genutzten Augmented Reality Apps weltweit. 

## Geschichte
Magicplan wurde 2011 von Sensopia in Montreal, Kanada, entwickelt. 2016 fusionierte Sensopia mit B&O und ist seitdem in einem Münchener und einem Montrealer Büro ansässig. Magicplan wurde 2017 von Apple in die Liste der besten Apps des Jahres 2017 aufgenommen.

## Funktion
Mittels der Kamera eines Tablets oder Smartphones kann ein Nutzer die Ecken eines Raumes erfassen. Die App erstellt anschließend automatisch einen Grundriss. Die zweidimensionalen Grundrisse können in 3D-Modelle umgewandelt werden. In den erstellten Grundriss können weitere Informationen (z. B. Fotos oder Anmerkungen) hinzugefügt werden. Auf Basis der erfassten Grundrissdaten erstellt die App zudem automatisch Kosten- und Materialkalkulationen.
Die neueste iOS-Version der App, magicplan 8, verbindet Augmented Reality und Künstliche Intelligenz, um automatisch Fenster und Türen zu erfassen und im Grundriss zu hinterlegen.